# Crocallis brevipennis
Crocallis brevipennis là một loài bướm đêm trong họ Geometridae.